# Portage, Utah
Portage är en kommun (town) i Box Elder County i Utah. Mormonledaren Lorenzo Snow valde ortnamnet efter Portage County i Ohio där han var född. Orten hette tidigare Hay Town. Vid 2020 års folkräkning hade Portage 273 invånare.